# Epilohmannia cylindrica
Epilohmannia cylindrica är en kvalsterart som först beskrevs av Berlese 1904.  Epilohmannia cylindrica ingår i släktet Epilohmannia och familjen Epilohmanniidae.

## Underarter
Arten delas in i följande underarter:
- E. c. cylindrica
- E. c. media
- E. c. minima